# Maicon dos Santos
Maicon dos Santos (* 18. September 1981 in Rio do Sul) ist ein ehemaliger brasilianischer Fußballspieler auf der Positions eines Mittelfeldspielers.

## Karriere
Dos Santos begann seine Karriere in Jugendmannschaftens des Alto Vale SC und des, aus Joinville (Brasilien) stammenden, Joinville SC. Danach kam er in die Mannschaft des CA Metropolitano, der er bis zum Jahre 2003 treu blieb, ehe er nach Österreich zum FC Lustenau in die dortige Erste Liga transferierte. Mit den Lustenauern kam er am Ende der Saison 2003/04 nur auf Platz 9 in der Ersten Liga, weshalb der FC Lustenau zwei Relegationsspiele gegen den SCR Altach spielen musste. Am Ende scheiterte man knapp an den Altachern die mit einem Gesamtscore von 6:4 den Klassenerhalt schafften. Lustenau verlor in den zwei Spielen denkbar knapp, im Hinspiel mit 3:2 und im Rückspiel abermals mit 3:2. Dies nahm er im Jahre 2004 auch zum Anlass, um nach Wien zu den Amateuren des FK Austria Wien zu wechseln. Bei den Wienern spielte er in der Saison 2004/05 bei den Amateuren, in der Saison 2005/06 bei den Profis und in der Saison 2006/07 erneut bei den Amateuren des Vereins. In der Saison 2005/06 schaffte er mit den Austrianern auch den Erhalt des Meistertitels, was sein bisher größter Erfolg war. In der Sommerpause vor der Saison 2006/07 wurde dos Santos vereinslos. Doch nur zwei Monate später bekam er im September 2007 ein Angebot vom CE Bento Gonçalves aus seiner Heimat Brasilien, das er kurz darauf auch annahm. Im Jänner 2008 meldete sich sein erster Profiverein bei dos Santos und bat ihn wieder in die Mannschaft zu kommen. So geschah es auch und dos Santos wechselte erneut zu Clube Atlético Metropolitano, die er schon einmal im Jahre 2003 verlassen hatte, um nach Österreich zu gehen. Im Jänner 2009 wurde er abermals vom Clube Atlético Metropolitano zum FC Lustenau verliehen, für den er bis zum Ende der Saison 2008/09 bei 14 absolvierten Spielen einen Treffer erzielte und vier Torvorlagen machte. Nach dem Ende der Saison kehrte er wieder zum CA Metropolitano zurück. Bis zu seinem Karriereende 2013 tingelte er durch unterklassige Klubs seiner Heimat.

## Erfolge
Austria Wien
- Österreichischer Meister: 2005/06
- ÖFB-Cup: 2005/06